# NCT 127
NCT 127 ist die zweite Untergruppe der südkoreanischen Boygroup NCT aus Seoul.

## Geschichte

### Bis 2016 – Pre-Debüt/SM Rookies
Im Dezember 2013 wurden von SM Entertainment die ersten Mitglieder ihres Prä-Debüt-Teams SM Rookies vorgestellt, darunter auch Taeyong. Einige Tage später, am 9. Dezember, wurde Jaehyun der Öffentlichkeit vorgestellt und kurz darauf, am 16. Dezember, folgte Mark. Johnny und Yuta wurden am 23. Dezember Teil des Teams. Erst im darauffolgenden Jahr, am 17. Juli 2014, stieß Haechan zu den SM Rookies hinzu. Doyoung wurde erst am 16. Januar 2015 vorgestellt und im selben Jahr, genauer am 13. Oktober, folgte Taeil. Winwin wurde erst am 5. Januar 2016, einige Monate vor ihrem Debüt als NCT, Teil der SM Rookies. Jungwoo, der erst 2018 NCT beitrat, wurde erst am 17. April 2017, also während NCT bereits aktiv war, in das Prä-Debüt-Team aufgenommen.
Die SM Rookies traten schon vor ihrem offiziellen Debüt regelmäßig zusammen auf der Bühne oder in Fernsehshows auf. So sammelten sie Bühnenerfahrung und konnten bereits einige Fans für sich gewinnen. Auch online veröffentlichten sie zusammen Videos, sowohl auf YouTube, als auch auf einer eigenen Website und einer eigenen App.

### 2016 – Debüt mitNCT #127
Kurz nach dem Debüt der ersten NCT-Untergruppe, NCT U, wurde NCT Life, eine Reality Show mit mittlerweile zehn Staffeln, das erste Mal ausgestrahlt. Die erste Staffel begleitete die SM Rookies während der SM Rookies Show in Thailand und wurde somit bereits im Februar 2016, also mehrere Monate vor NCT 127s Debüt, gefilmt. Von Mai bis Mitte August folgten die Staffeln zwei und drei, an denen zum Großteil zukünftige NCT 127-Mitglieder teilnahmen.
Am 1. Juli 2016 wurde mit NCT 127 die zweite Untergruppe NCTs vorgestellt. Die Untergruppe operiert von Seoul aus, weshalb die Nummer 127 in ihrem Namen für den Längengrad Seouls steht. Das Debüt-Lineup bestand aus 7 Mitgliedern: Taeil, Taeyong, Yuta, Jaehyun, Winwin, Mark und Haechan. Einige der Mitglieder, genauer Taeyong, Taeil, Jaehyun, Doyoung und Mark, hatten ihr offizielles Debüt in der Gruppe NCT bereits einige Monate zuvor mit der Untergruppe NCT U. Johnny und Jungwoo traten NCT erst im Laufe der folgenden Monate und Jahre bei. Seit Jungwoos Beitritt im Herbst 2018 zählt NCT 127 offiziell zehn Mitglieder, auch wenn Winwin kurze Zeit später das letzte Mal in dieser Untergruppe aktiv war und seitdem ausschließlich mit WayV und NCT U promotet. Zwar ist umstritten, ob Winwin zukünftig erneut in NCT 127 aktiv werden wird, da SM Entertainment diesbezüglich seitdem kein Statement veröffentlicht hat, doch wird er weiterhin auf der offiziellen Website des Labels als Mitglied der Untergruppe gelistet.
NCT 127 präsentierten am 7. Juli das erste Mal ihre Debüt-Single Fire Truck und die B-Seite Once Again bei Mnets M Countdown. Am selben Tag wurde das Musikvideo zu Fire Truck veröffentlicht. Die erste Extended Play (EP) NCT #127 erschien digital am 10. und physisch am 11. Juli und erreichte zunächst Platz zwei der heimischen Musikcharts. In der nachfolgenden Woche konnte sie auf Platz eins klettern. Am 29. Juli veröffentlichten NCT 127 in Kollaboration mit Coca-Cola die koreanische Version der Werbesingle Taste the feeling als Teil des Projekts SM Station von SM Entertainment.
Fünf Mitglieder von NCT 127 (Yuta, Taeyong, Jaehyun, Mark, and Winwin) veröffentlichten am 6. Dezember in Kollaboration mit W Korea ein Tanzvideo für das Lied Good Thing. Der Track wurde später auch auf NCT 127s zweiter EP NCT #127 Limitless veröffentlicht. Am 20. Dezember veröffentlichte NCT 127 ein Musikvideo für die Single Switch, die zuvor als Bonustrack auf NCT 127s erster EP NCT #127 erschienen war und die SM Trainee Gruppe SR15B (SM Rookies 2015 Boys) featured.
Am 27. Dezember kündigte SM Entertainment an, dass für NCT 127 im Januar 2017 ein Comeback bevorstand. Doyoung, der zuvor bereits mit NCT U aktiv gewesen war, und Johnny, der auch schon als SM Rookie bekannt war, würden sich dafür dem ursprünglichen Lineup anschließen.
Ende 2016 und Anfang 2017 gewann die Untergruppe bei zahlreichen koreanischen Award-Shows den Preis als beste neue Gruppe. Ihnen wurde eine Auszeichnung als „Best New Group“ des Jahres oder „Rookie of the Year“ unter anderem von den Asia Artist Awards, Seoul Music Awards, Golden Disc Awards, Mnet Asian Music Awards und Gaon Chart Music Awards verliehen.

### 2017 –NCT #127 LimitlessundNCT #127 Cherry Bomb
Am 5. Januar 2017 veröffentlichten NCT 127 zwei Musikvideos („Dance ver.“ und „Rough ver.“) für die Single Limitless und stellten diese am selben Tag bei M Countdown vor, genau wie die bereits zuvor veröffentlichte B-Seite Good Thing. Die digitale Version der gleichnamigen EP NCT #127 Limitless erschien am 6. Januar; die physische Version am 9. Januar. NCT #127 Limitless erreichte Nummer eins der Billboard World Albums Charts sowie auf Anhieb Platz eins der Gaon-Albumcharts.
Am 8. März wurden Johnny und Jaehyun von NCT 127 als zukünftige Radio DJs für SBS Power FMs neue Sendung NCT’s Night Night angekündigt, welche ab dem 20. März lief. Doyoung von NCT 127 schloss sich ihnen jeden Samstag als zusätzlicher DJ an. Am 23. Januar 2019 wurde die letzte Folge ausgestrahlt.
NCT 127 trat als erste und bis jetzt einzige Untergruppe bei KCON auf, einer internationalen K-Pop-Convention. In diesem Rahmen standen sie im März in Mexiko-Stadt, im Juni in Los Angeles und im August in New York auf der Bühne.
Am 14. Juni veröffentlichten NCT 127 ihre dritte EP NCT #127 Cherry Bomb. Sie spielten die gleichnamige Single und die B-Seite 0 Mile das erste Mal bei M Countdown am darauffolgenden Tag. Mit dieser Single gewann NCT 127 am 22. Juni das erste Mal den ersten Platz bei einer Musikshow, genauer bei M Countdown. Da KBS die Lyrics des Songs als unangemessen einstufte, sich SM Entertainment allerdings dagegen entschied, sie abändern zu lassen, traten sie bei Music Bank nur mit der B-Seite auf. Von Billboard wurde Cherry Bomb als einer der besten K-Pop-Songs des Jahres bezeichnet.
Ihre erste japanische Veröffentlichung stellte die japanische Version ihrer zuvor veröffentlichten Single Limitless dar. Diese wurde am 4. November, zusammen mit einem neuen Musikvideo, veröffentlicht.

### 2018 – NCT 2018EmpathyundRegular-Irregular; neues Mitglied Jungwoo
Am 30. Januar veröffentlichte SM Entertainment das erste Teaservideo für NCTs neues Großprojekt NCT 2018 unter dem Namen NCT 2018 Yearbook #1. Darin wurden zugleich drei neue NCT-Mitglieder vorgestellt, darunter auch Jungwoo.
Am 14. März 2018 veröffentlichte NCT 127 die Single Touch als Teil des Albums NCT 2018 Empathy, auf dem alle Untergruppen von NCT unter dem Namen NCT 2018 vertreten sind. Am 23. Mai desselben Jahres veröffentlichten NCT 127 die japanische EP Chain über Avex Trax exklusiv für den japanischen Markt und stiegen auf Platz zwei der hiesigen Musikcharts ein. Diese Veröffentlichung markierte NCT 127s japanisches Debüt. Im August erschien mit Let’s Shut Up and Dance eine Single als Teil einer Zusammenarbeit weltweiter Musikstars zu Ehren Michael Jacksons, an der sich auch Jason Derulo und Lay Zhang von EXO beteiligten.
Am 12. Oktober 2018 erschien mit Regular–Irregular das Debütalbum der Boygroup, das Platz eins in Südkorea und Platz 86 in den US-amerikanischen Charts erreichen konnte. Zudem schloss sich Jungwoo, der vorher nur mit NCT U aufgetreten war, als weiteres Mitglied NCT 127 an. Seitdem hat die Untergruppe offiziell zehn Mitglieder. Die Gruppe präsentierte die englischsprachigen Versionen von Cherry Bomb und Regular bei Jimmy Kimmel Live!, was zugleich der erste Fernsehauftritt der Boygroup im US-amerikanischen Fernsehen mit sich brachte. Es folgte eine Promotion-Aktion in den Vereinigten Staaten, in deren Rahmen die Gruppe in einem Mickey-Mouse-Special des Senders ABC auftrat. Am 21. Oktober 2018 veröffentlichte die Gruppe mit Up Next Session: NCT 127 eine Digital-EP bei Apple Music mit alternativen Versionen der Lieder Fire Truck, Cherry Bomb und Regular sowie den neuen Song What We Talkin’ Bout in Kollaboration mit Marteen. Am 23. November wurde das Debütalbum unter dem Titel Regulate mit dem Titeltrack Simon Says neu aufgelegt. Mit diesem Song erreichten sie zum ersten Mal Nummer eins der Billboard World Digital Song Sales Charts. Im Anschluss wurde angekündigt, dass Winwin zunächst nicht mehr an den Aktivitäten der Boygroup teilnehmen würde, da er sich auf sein Debüt mit WayV vorbereiten würde. Seitdem ist Winwin inaktiv in NCT 127 und es gibt keine weiteren Statements des Labels zu seinem Status in dieser Untergruppe.
SM Entertainment kündigte am 19. Dezember an, dass Haechan aufgrund einer Verletzung vorerst nicht mehr an den Promotions teilnehmen würde, um sich auf seine Genesung konzentrieren zu können. Aus diesem Grund konnte er an den ersten Auftritten ihrer Anfang 2019 beginnenden Tournee nicht teilnehmen und stieß erst im späteren Verlauf dazu.

### 2019 – Erste Welttournee;AwakenundWe Are Superhuman
Am 26. Januar starteten NCT 127 ihre erste Konzerttour, Neo City – The Origin, mit der sie in Asien, Nordamerika und Europa auftraten.
Am 26. und 27. Januar 2019 spielte die Gruppe in der Olympic Gymnastics Arena in Seoul vor 24.000 Zuschauern. Im Februar und März tourte die Boygroup durch sieben Städte Japans und trat vor insgesamt 74.000 Konzertbesuchern auf. In der siebten Stadt, Saitama, schloss sich ihnen auch Haechan wieder an, der so am 29. März das erste Mal seit seiner Verletzung wieder als Teil der Gruppe erschien. Zwischen dem 24. April und dem 19. Mai 2019 folgten Konzerte in den Vereinigten Staaten und Kanada. Vor Beginn der Nordamerikatour hatte die Gruppe am 18. April einen Auftritt bei Good Morning America, nach BTS und Blackpink als dritte K-Pop-Gruppe überhaupt, sowie bei Strahan und Sara. Am 21. Mai 2019 folgte ein Konzert in Mexiko, ehe zunächst drei Konzerte in Thailand, dann Ende Juni zwei Konzerte in Russland und im Juli je ein Konzert in Großbritannien und Frankreich stattfanden. Noch im selben Monat hielten sie ein Konzert in Singapur, bevor sie ihre Tour im Dezember 2019 und Anfang 2020 mit weiteren acht Auftritten in Japan beendeten.
Während ihrer Tour, am 18. März 2019, veröffentlichte die Band mit Wakey–Wakey ihre erste Single aus ihrem ersten japanischen Studioalbum Awaken, welches am 17. April 2019 exklusiv für den japanischen Markt bei Avex Trax veröffentlicht wurde. Im April unterschrieb die Band einen Vertriebsdeal mit der Capitol Music Group und Caroline Distribution, die den Vertrieb zukünftiger Veröffentlichungen in mehreren Regionen weltweit übernehmen würden. Des Weiteren wurde die Veröffentlichung ihrer EP We Are Superhuman für den 24. Mai 2019 angekündigt. Am 14. Mai erschien zunächst die Pre-Release Single Highway to Heaven, dann folgte die EP mit dem Titeltrack Superhuman. Als zweite Single der EP brachten sie zwei Monate später, am 18. Juli, die englischsprachige Version von Highway to Heaven heraus. Das zugehörige Musikvideo wurde drei Tage später hochgeladen. Aus gesundheitlichen Gründen zog sich Jungwoo im August, genauer nach dem Auftritt in Singapur, von den Promotions mit der Gruppe zurück.
NCT 127, die in den USA unter Capitol Records unter Vertrag stehen, erschienen am 7. August beim Capitol–Kongress, wo sie für ihre Erfolge gepriesen wurden, sowie beim anschließenden After–Party–Event im Capitol Tower. Bei diesem Kongress wurde erstmals die neue K–Pop-Gruppe SuperM angekündigt, die als „Avengers von K–Pop“ beschrieben wurde und Mitglieder aus bereits etablierten Gruppen des Labels SM Entertainment zu einem Team vereinen sollte. Zu dem Lineup gehören neben Mitgliedern aus Shinee, Exo und WayV auch zwei Mitglieder aus NCT 127: Taeyong und Mark. Bei dem Event begegneten NCT 127 außerdem zahlreichen amerikanischen Künstlern, darunter Katy Perry und HRVY.
NEO CITY: SEOUL – The Origin – The 1st Live Album, das erste live Album der Gruppe, erschien am 24. Oktober. Die Tonaufnahmen sind bei ihren Konzerten in Seoul am 26. und 27. Januar entstanden.
Als erste K–Pop-Gruppe sangen NCT 127 am 3. November ihren Song Highway to Heaven bei den MTV Europe Music Awards in Sevilla.

### 2020 –NCT #127 Neo Zoneund NCT 2020Resonance
Am 27. Januar veröffentlichte NCT 127, im Fandom auch bekannt als „127 day“ (deutsch: „127 Tag“) das Lied Dreams Come True, ein „Geschenk“ an NCTzen, die Fans von NCT. Dies markierte auch die offizielle Rückkehr von Jungwoo, der zuvor mehrere Monate inaktiv gewesen war. Der neue Song erschien auch auf ihrem, am 6. März veröffentlichten, zweiten Studioalbum NCT #127 Neo Zone. Der Titeltrack dieses Albums, Kick It, wurde am 7. März das erste Mal bei KBS2TVs Music Bank gespielt. Als erste K–Pop-Gruppe jemals trat NCT 127 am 10. März beim „Houston Rodeo“ in Texas vor mehr als 60.000 Fans auf. Neben ihrem neusten Song Kick It spielten sie auch Cherry Bomb und Simon Says.
Die am 25. Februar angekündigte zweite Welttour Neo City – The Awards musste aufgrund der Corona-Pandemie am 15. Mai abgesagt werden. Geplant waren bis zu dem Zeitpunkt sechs Konzerte im Juni in den USA.
Seit April ist NCT 127 Markenbotschafter für die koreanische Kosmetikmarke Nature Republic, für die zuvor auch schon die ebenfalls unter SM Entertainment unter Vertrag stehende Gruppe Exo geworben hat.
Am 7. April wurde angekündigt, dass das neu verpackte Album NCT #127 Neo Zone: The Final Round mit der Single Punch am 19. Mai erscheinen würde. NCT 127 sangen Punch das erste Mal am 22. Mai bei KBS2TVs Music Bank. Beide Albumversionen zusammen verkauften über 1,21 Millionen Exemplare, weshalb sich NCT 127 als erste NCT Untergruppe den Titel „million seller“ (deutsch: „Millionenverkäufer“) verdiente.
Im Mai 2020 hielten NCT 127, NCT Dream und WayV je ein online live Konzert auf Navers V Live. Beyond LIVE, organisiert von SM Entertainment und Naver, ist das erste online Konzert seiner Art mit AR und weiteren Technologien. Als letzte der drei Untergruppen hielten NCT 127 ihr Konzert am 17. Mai. Am darauffolgenden Tag wurde bekannt gegeben, dass für NCT 127s Konzert insgesamt über 104.000 Tickets in 129 Ländern verkauft wurden.
Auf NCTs japanischem Twitter–Account wurde am 20. August angekündigt, dass NCT 127 am 23. Dezember ihre zweite japanische EP unter dem Namen LOVEHOLIC veröffentlichen würden. Am 6. November folgte ein Post, in dem mitgeteilt wurde, dass die Veröffentlichung durch Verzögerungen im Produktionsprozesses nach hinten verschoben werden müsse. Als neues Release–Datum wurde der 17. Februar des neuen Jahres angepeilt.
Am 15. September wurde NCTs neues Großprojekt NCT 2020 angekündigt, das ähnlich zu NCT 2018 alle derzeitigen NCT Mitglieder für ein Album vereinen sollte. Das Album Resonance Pt. 1 erschien am 12. Oktober mit den Titeltracks Make a Wish und From Home. Der zweite Teil des Albums, Resonance Pt. 2, erschien am 23. November mit den Titeltracks 90’s Love und Work It. Wie auch die anderen Untergruppen, veröffentlichten NCT 127 auf diesem Album eine B-Seite. Dabei handelt es sich um Music, Dance.
SM Entertainment kündigte am 24. Dezember an, dass Taeyong verletzungsbedingt auf unbestimmte Zeit nicht an den Promotions teilnehmen würde.
Am 27. Dezember hielt NCT 2020 ein Beyond LIVE online Konzert auf Navers V Live. Bis auf Taeyong, der verletzungsbedingt nicht daran teilnehmen konnte, sangen alle Mitglieder neue und alte NCT-Songs.

### 2021 –LOVEHOLIC
Ähnlich verhielt es sich am 1. Januar, als alle NCT–Mitglieder bis auf Taeyong am online live Konzert SMTOWN live Culture Humanity ihres Labels SM Entertainment teilnahmen.
Am 4. Januar erschienen die ersten Teaser–Fotos zum verschobenen japanischen Release LOVEHOLIC. Auf NCTs japanischem Twitter-Account wurde am 22. Januar angekündigt, dass die Single First Love bereits am 27. Januar veröffentlicht werden würde. Im Zuge der Promotions erschien auch Taeyong nach seiner verletzungsbedingten Auszeit am 9. Februar erstmals wieder mit der Gruppe in der Öffentlichkeit. Der Titeltrack der EP, gimme gimme, wurde bereits im Voraus, am 15. Februar (KST), veröffentlicht und das zugehörige Musikvideo 18 Stunden später. Sie präsentierten den Song am selben Tag das erste Mal bei der japanischen Fernsehshow CDTV Live! Live!. Das Album LOVEHOLIC mit insgesamt fünf Liedern erschien wie geplant am 17. Februar.
Zusammen mit 61 weiteren Sängern sang Doyoung den Projekt-Song NOW N NEW 2021 (koreanisch 2021 지금 다시 하나 되어), der ursprünglich 1999 veröffentlicht wurde. Genau wie damals, als die Botschaft des Lieds den Bürgern im Angesicht der Finanzkrise 1997 Mut geben sollte, wurde die Neuinterpretation in der Hoffnung aufgenommen, die Corona-Pandemie zusammen zu überwinden. Das Musikvideo wurde am 28. Mai bei SBS TV’s „Hope TV“ ausgestrahlt.
NCT 127 veröffentlichten am 4. Juni den Song Save, eine Kollaboration mit dem Musiklabel Amoeba Culture.
Taeil nahm an einem Projekt zum Jahrestag des 1970 veröffentlichten Songs Morning Dew (koreanisch 아침 이슬) vom südkoreanischen Singer-Songwriter Kim Min-ki teil. Für das Kim Min-ki gewidmete Album Morning Dew 50th Anniversary Tribute to Kim Min-Gi Vol. 1 sang er ein Cover des Songs A Beautiful Human Being (koreanisch 아름다운 사람), das am 6. Juni erschien.
Am 28. Juni hat SM Entertainment eine Konferenz über die zukünftigen Pläne und Comebacks ihrer Gruppen veranstaltet. Dort wurde verkündet, dass NCT 127 ihr drittes Studio-Album und Repackage veröffentlichen werden. An ihrem 5-jährigen Jubiläum am 7. Juli, gaben sie während eines Beyond LIVE bekannt, dass das Album im September veröffentlicht werden würde. Ihr drittes koreanisches Studio-Album Sticker erschien am 17. September. Es besteht aus elf Tracks, darunter ist auch die gleichnamige Single.

## Name
Der Name der Gruppe ist eine Kombination aus dem Akronym „NCT“, was für „NEO CULTURE TECHNOLOGY“ steht und die unbegrenzte Zahl der Gruppenmitglieder verdeutlicht, sowie aus „127“ was die geografische Lage der Hauptstadt Seoul auf dem Längengrad repräsentieren soll.

## Mitglieder
| Name           | Geburtsname              | Geburtsort | Geburtstag       | Position (englisch)                            | Andere NCT Gruppe |
| -------------- | ------------------------ | ---------- | ---------------- | ---------------------------------------------- | ----------------- |
| Taeyong (태용) | Lee Tae Yong (이태용)    | Seoul      | 1. Juli 1995     | Leader, Main Rapper, Main Dancer, Sub Vocalist | NCT U             |
| Johnny (쟈니)  | John Suh                 | Chicago    | 9. Februar 1995  | Lead Dancer, Sub Rapper, Sub Vocalist          | NCT U             |
| Yuta (유타)    | Nakamoto Yuta (中本悠太) | Kadoma     | 26. Oktober 1995 | Lead Dancer, Sub Vocalist, Rapper              | NCT U             |
| Doyoung (도영) | Kim Dong Young (김동영)  | Guri       | 1. Februar 1996  | Main Vocalist                                  | NCT U             |
| Jaehyun (재현) | Jung Yoon Oh (정윤오)    | Seoul      | 14. Februar 1997 | Main Vocalist, Lead Dancer, Sub Rapper         | NCT U             |
| Jungwoo (정우) | Kim Jung-woo (김정우)    | Gunpo      | 19. Februar 1998 | Lead Vocalist, Lead Dancer                     | NCT U             |
| Mark (마크)    | Mark Lee                 | Toronto    | 2. August 1999   | Main Rapper, Main Dancer, Sub Vocalist         | NCT U, NCT Dream  |
| Haechan (해찬) | Lee Dong Hyuck (이동혁)  | Seoul      | 6. Juni 2000     | Lead Vocalist                                  | NCT U, NCT Dream  |

| Name           | Geburtsname            | Geburtsort | Geburtstag       | Position (englisch) | Andere NCT Gruppe |
| -------------- | ---------------------- | ---------- | ---------------- | ------------------- | ----------------- |
| Win Win (윈윈) | Dong Si Cheng (董思成) | Wenzhou    | 28. Oktober 1997 | Lead Dancer         | NCT U, WayV       |

| Name         | Geburtsname          | Geburtsort | Geburtstag    | Position (englisch) | Andere NCT Gruppe |
| ------------ | -------------------- | ---------- | ------------- | ------------------- | ----------------- |
| Taeil (태일) | Moon Tae Il (문태일) | Seoul      | 14. Juni 1994 | Main Vocalist       | ehemals NCT U     |

## Diskografie
Studioalben

| Jahr      | Titel Musiklabel                                | Höchstplatzierung, Gesamtwochen, AuszeichnungChartplatzierungen (Jahr, Titel, Musiklabel, Platzierungen, Wochen, Auszeichnungen, Anmerkungen) | Höchstplatzierung, Gesamtwochen, AuszeichnungChartplatzierungen (Jahr, Titel, Musiklabel, Platzierungen, Wochen, Auszeichnungen, Anmerkungen) | Höchstplatzierung, Gesamtwochen, AuszeichnungChartplatzierungen (Jahr, Titel, Musiklabel, Platzierungen, Wochen, Auszeichnungen, Anmerkungen) | Höchstplatzierung, Gesamtwochen, AuszeichnungChartplatzierungen (Jahr, Titel, Musiklabel, Platzierungen, Wochen, Auszeichnungen, Anmerkungen) | Höchstplatzierung, Gesamtwochen, AuszeichnungChartplatzierungen (Jahr, Titel, Musiklabel, Platzierungen, Wochen, Auszeichnungen, Anmerkungen) | Höchstplatzierung, Gesamtwochen, AuszeichnungChartplatzierungen (Jahr, Titel, Musiklabel, Platzierungen, Wochen, Auszeichnungen, Anmerkungen) | Höchstplatzierung, Gesamtwochen, AuszeichnungChartplatzierungen (Jahr, Titel, Musiklabel, Platzierungen, Wochen, Auszeichnungen, Anmerkungen) | Anmerkungen                                                                                    |
| Jahr      | Titel Musiklabel                                | KR | JP | DE | AT | CH | UK | US | Anmerkungen                                                                                    |
| --------- | ----------------------------------------------- | --- | --- | --- | --- | --- | --- | --- | ---------------------------------------------------------------------------------------------- |
| NCT       |                                                 | | | | | | | |                                                                                                |
|           |                                                 | | | | | | | |                                                                                                |
| 2018      | NCT 2018 Empathy SM Entertainment               | KR2 ×2Doppelplatin · (90 Wo.)KR | — | — | — | — | — | — | Erstveröffentlichung: 14. März 2018 Verkäufe: + 500.000                                        |
| 2020      | NCT 2020 Resonance Pt. 1 SM Entertainment       | KR1 Diamant · (24 Wo.)KR | JP2 (4 Wo.)JP | — | — | — | — | US6 (9 Wo.)US | Erstveröffentlichung: 12. Oktober 2020 Verkäufe: + 1.000.000                                   |
| 2020      | NCT 2020 Resonance Pt. 2 SM Entertainment       | KR1 Diamant + Platin (KiT) · (25 Wo.)KR | JP3 (14 Wo.)JP | — | — | — | — | — | Erstveröffentlichung: 23. November 2020 Verkäufe: + 1.250.000                                  |
| 2021      | Universe SM Entertainment                       | KR1 Diamant · (14 Wo.)KR | JP1 (6 Wo.)JP | — | — | — | — | US20 (4 Wo.)US | Erstveröffentlichung: 14. Dezember 2021 Verkäufe: + 1.000.000                                  |
| 2023      | Golden Age SM Entertainment                     | KR1 Diamant · (8 Wo.)KR | JP1 (9 Wo.)JP | — | — | — | — | US66 (1 Wo.)US | Erstveröffentlichung: 28. August 2023 Verkäufe: + 1.000.000                                    |
| NCT 127   |                                                 | | | | | | | |                                                                                                |
|           |                                                 | | | | | | | |                                                                                                |
| 2018      | Regular-Irregular SM Entertainment              | KR1 Platin · (78 Wo.)KR | — | — | — | — | — | US86 (1 Wo.)US | Erstveröffentlichung: 12. Oktober 2018 Verkäufe: + 250.000                                     |
| 2019      | Awaken Avex Trax                                | — | JP4 (31 Wo.)JP | — | — | — | — | — | Erstveröffentlichung: 17. April 2019                                                           |
| 2020      | Neo Zone SM Entertainment                       | KR1 ×3Dreifachplatin · (53 Wo.)KR | — | — | — | — | — | US5 (5 Wo.)US | Erstveröffentlichung: 6. März 2020 Verkäufe: + 750.000                                         |
| 2020      | Neo Zone Repackage SM Entertainment             | KR6 Platin · (16 Wo.)KR | — | — | — | — | — | — | Erstveröffentlichung: 14. Mai 2020 Verkäufe: + 250.000                                         |
| 2021      | Sticker SM Entertainment                        | KR1 ×2Doppeldiamant · (29 Wo.)KR | — | DE16 (5 Wo.)DE | AT14 (1 Wo.)AT | CH37 (3 Wo.)CH | UK40 (1 Wo.)UK | US3 (17 Wo.)US | Erstveröffentlichung: 17. September 2021 Verkäufe: + 2.000.000                                 |
| 2021      | Favorite SM Entertainment                       | KR2 ×3Dreifachplatin · (16 Wo.)KR | — | — | — | — | — | — | Erstveröffentlichung: 25. Oktober 2021 Wiederveröffentlichung von Sticker Verkäufe: + 750.000  |
| 2022      | 2 Baddies SM Entertainment                      | KR2 Diamant · (11 Wo.)KR | — | DE65 (2 Wo.)DE | — | CH77 (2 Wo.)CH | — | US3 (5 Wo.)US | Erstveröffentlichung: 16. September 2022 Verkäufe: + 1.000.000                                 |
| 2023      | Ay-Yo: The 4th Album Repackage SM Entertainment | KR1 Diamant · (6 Wo.)KR | JP2 (5 Wo.)JP | — | — | — | — | US13 (2 Wo.)US | Erstveröffentlichung: 30. Januar 2023 Verkäufe: + 1.007.500                                    |
| 2023      | Fact Check SM Entertainment                     | KR1 Diamant · (10 Wo.)KR | JP— GoldJP | — | — | — | — | US16 (2 Wo.)US | Erstveröffentlichung: 6. Oktober 2023 Verkäufe: + 1.100.000                                    |
| 2024      | Walk: The 6th Album SM Entertainment            | KR1 ×3Dreifachplatin · (5 Wo.)KR | — | — | — | — | — | US117 (1 Wo.)US | Erstveröffentlichung: 15. Juli 2024 Verkäufe: + 750.000                                        |
| NCT Dream |                                                 | | | | | | | |                                                                                                |
|           |                                                 | | | | | | | |                                                                                                |
| 2021      | Hot Sauce (맛) SM Entertainment                 | KR1 ×2Doppeldiamant · (79 Wo.)KR | — | — | — | — | — | — | Erstveröffentlichung: 10. Mai 2021 Verkäufe: + 2.000.000                                       |
| 2021      | Hello Future SM Entertainment                   | KR1 Diamant + Platin (KiT) · (60 Wo.)KR | — | — | — | — | — | — | Erstveröffentlichung: 28. Juni 2021 Wiederveröffentlichung von Hot Sauce Verkäufe: + 1.250.000 |
| 2022      | Glitch Mode SM Entertainment                    | KR1 ×2Doppeldiamant · (25 Wo.)KR | — | — | — | — | — | US50 (1 Wo.)US | Erstveröffentlichung: 28. März 2022 Verkäufe: + 2.000.000                                      |
| 2023      | ISTJ: The 3rd Album SM Entertainment            | KR1 ×3×2Dreifachdiamant + Doppelplatin (Nemo) · (10 Wo.)KR                                                                                    | JP2 Gold · (8 Wo.)JP | DE46 (1 Wo.)DE | — | CH80 (1 Wo.)CH | — | US28 (3 Wo.)US | Erstveröffentlichung: 17. Juli 2023 · Verkäufe: + 3.850.000; + KR: Platin (SMC)                |
| 2024      | Dreamscape SM Entertainment                     | KR1 Diamant · (11 Wo.)KR | JP5 (8 Wo.)JP | — | — | — | — | — | Erstveröffentlichung: 11. November 2024 Verkäufe: + 1.000.000                                  |
| WayV      |                                                 | | | | | | | |                                                                                                |
|           |                                                 | | | | | | | |                                                                                                |
| 2020      | Awaken the World Label V, SM Entertainment      | KR3 (16 Wo.)KR | JP19 (1 Wo.)JP | — | — | — | — | — | Erstveröffentlichung: 9. Juni 2020                                                             |
| 2023      | On My Youth Label V, SM Entertainment           | KR4 Platin · (11 Wo.)KR | — | — | — | — | — | — | Erstveröffentlichung: 1. November 2023 Verkäufe: + 250.000                                     |